# گییستر
گییستر (به فرانسوی: Guillestre) یک کمون (فرانسه) در فرانسه است که در کانتون گییستر واقع شده‌است. گییستر ۵۱٫۲۹ کیلومتر مربع مساحت و ۲٬۳۶۷ نفر جمعیت دارد و ۱٬۰۵۰ متر بالاتر از سطح دریا واقع شده‌است.